# Tranvia di Odense
La tranvia di Odense (in danese Odense Letbane, letteralmente "metropolitana leggera di Odense") è una linea tranviaria che serve la città danese di Odense.

## Storia
La linea fu aperta il 28 maggio 2022.

## Caratteristiche
La linea ha una lunghezza di 14,5 km.